# Distretto rurale di Forehoe e Henstead
Il distretto rurale di Forehoe e Henstead erano distretti rurali adiacenti a Norfolk, in Inghilterra, dal 1894 al 1935.
Si formarono sotto il Local Government Act 1894 basato su distretti sanitari rurali con lo stesso nome e si trovavano generalmente a sud di Norwich.
Nel 1935 la parrocchia di Wymondham del Distretto rurale di Forehoe creò il nuovo distretto urbano di Wymondham. Il resto, insieme all'intera distretto rurale di Henstead, a parte un'isola nel fiume Yare, sono stati fusi per formare il Distretto rurale di Forehoe e Henstead. Successivamente, i cambiamenti al confine con la contea di Norwich furono fatti nel 1968.
Nel 1974, il distretto unito fu abolito sotto il Local Government Act 1972, e divenne parte del distretto di South Norfolk.

## Statistica
| Anno | Distretto rurale di Forehoe            | Distretto rurale di Forehoe | Distretto rurale di Forehoe | Distretto Rurale di Henstead | Distretto Rurale di Henstead | Distretto Rurale di Henstead |
| Anno | Area (ha)                              | Popolazione                 | Densità (pop/ha)            | Area (acri)                  | Popolazione                  | Densità (pop/acri)           |
| ---- | -------------------------------------- | --------------------------- | --------------------------- | ---------------------------- | ---------------------------- | ---------------------------- |
| 1911 | 15,592                                 | 11,383                      | 0.73                        | 17,151                       | 10,285                       | 0.60                         |
| 1921 | 15,592                                 | 11,305                      | 0.73                        | 17,151                       | 9,901                        | 0.58                         |
| 1931 | 15,592                                 | 12,910                      | 0.83                        | 17,151                       | 10,779                       | 0.63                         |
|      | Distretto rurale di Forehoe e Henstead |                             |                             |                              |                              |                              |
| 1951 | 28,304                                 | 23,376                      | 0.83                        |                              |                              |                              |
| 1961 | 28,304                                 | 25,860                      | 0.91                        |                              |                              |                              |

## Parrocchie
Queste parrocchie operano all'interno di Forehoe e Distretto rurale di Henstead se non diversamente indicato
| Parrocchia            | Dal  | Al   | Note                                                           |
| --------------------- | ---- | ---- | -------------------------------------------------------------- |
| Arminghall            |      | 1935 | Distretto rurale di Henstead. Aggiunta a Bixley                |
| Barford               |      |      | Distretto rurale di Forehoe                                    |
| Barnham Broom         |      |      | Distretto rurale di Forehoe                                    |
| Bawburgh              |      |      | Distretto rurale di Forehoe                                    |
| Bixley                |      |      | Distretto rurale di Henstead                                   |
| Bowthorpe             |      | 1935 | Distretto rurale di Forehoe. Aggiunta a Runhall                |
| Bracon Ash            |      |      | Distretto rurale di Henstead                                   |
| Bramerton             |      |      | Distretto rurale di Henstead                                   |
| Brandon Parva         |      | 1935 | Distretto rurale di Forehoe. Aggiunta a Runhall                |
| Caistor St Edmund     |      |      | Distretto rurale di Henstead                                   |
| Carleton Forehoe      |      | 1935 | Distretto rurale di Forehoe. Aggiunta a Kimberley              |
| Colney                |      |      | Distretto rurale di Henstead                                   |
| Colton                |      | 1935 | Distretto rurale di Forehoe. Aggiunta a Marlingford            |
| Costessey             |      |      | Distretto rurale di Forehoe                                    |
| Coston                |      | 1935 | Distretto rurale di Forehoe. Aggiunta a Runhall                |
| Cringleford           |      |      | Distretto rurale di Henstead                                   |
| Crownthorpe           |      | 1935 | Distretto rurale di Forehoe. Aggiunta a Wicklewood             |
| Deopham               |      |      | Distretto rurale di Forehoe                                    |
| Dunston               |      | 1935 | Distretto rurale di Henstead. Aggiunta a Stoke Holy Cross      |
| East Carleton         |      |      | Distretto rurale di Henstead                                   |
| Easton                |      |      | Distretto rurale di Forehoe                                    |
| Flordon               |      |      | Distretto rurale di Henstead                                   |
| Framingham Earl       |      |      | Distretto rurale di Henstead                                   |
| Framingham Pigot      |      |      | Distretto rurale di Henstead                                   |
| Great Melton          |      |      | Distretto rurale di Henstead                                   |
| Hackford              |      | 1935 | Distretto rurale di Forehoe. Aggiunta a Deopham                |
| Hethersett            |      |      | Distretto rurale di Henstead                                   |
| Hingham               |      |      | Distretto rurale di Forehoe                                    |
| Holverston            |      |      | Distretto rurale di Henstead                                   |
| Intwood               |      | 1935 | Distretto rurale di Henstead. Aggiunta a Keswick               |
| Keswick               |      |      | Distretto rurale di Henstead                                   |
| Ketteringham          |      |      | Distretto rurale di Henstead                                   |
| Kimberley             |      |      | Distretto rurale di Forehoe                                    |
| Kirby Bedon           |      |      | Distretto rurale di Henstead                                   |
| Little Melton         |      |      | Distretto rurale di Henstead                                   |
| Markshall             |      | 1935 | Distretto rurale di Henstead. Aggiunta a Caistor St Edmund     |
| Marlingford           |      |      | Distretto rurale di Forehoe                                    |
| Morley                |      |      | Fusione di due parrocchie di Morley                            |
| Morley St Botolph     |      | 1935 | Distretto rurale di Forehoe. Parte di Morley                   |
| Morley St Peter       |      | 1935 | Distretto rurale di Forehoe. Parte di Morley                   |
| Mulbarton             |      |      | Distretto rurale di Henstead                                   |
| Newton Flotman        |      |      | Distretto rurale di Henstead                                   |
| Poringland            |      |      | Distretto rurale di Henstead                                   |
| Rockland St Mary      |      |      | Distretto rurale di Henstead                                   |
| Runhall               |      |      | Distretto rurale di Forehoe                                    |
| Saxlingham Nethergate |      |      | Distretto rurale di Henstead                                   |
| Saxlingham Thorpe     |      | 1925 | Distretto rurale di Henstead. Aggiunta a Saxlingham Nethergate |
| Shotesham             | 1935 |      | Fusione di due parrocchie di Shotesham                         |
| Shotesham All Saints  |      | 1935 | Distretto rurale di Henstead                                   |
| Shotesham St Mary     |      | 1935 | Distretto rurale di Henstead                                   |
| Stoke Holy Cross      |      |      | Distretto rurale di Henstead                                   |
| Surlingham            |      |      | Distretto rurale di Henstead                                   |
| Swainsthorpe          |      |      | Distretto rurale di Henstead                                   |
| Swardeston            |      |      | Distretto rurale di Henstead                                   |
| Trowse with Newton    |      |      | Distretto rurale di Henstead                                   |
| Welborne              |      | 1935 | Distretto rurale di Forehoe. Aggiunta a Runhall                |
| Whitlingham           |      | 1935 | Distretto rurale di Henstead. Aggiunta a Kirby Bedon           |
| Wicklewood            |      |      | Distretto rurale di Forehoe                                    |
| Wramplingham          |      |      | Distretto rurale di Forehoe                                    |
| Wreningham            |      |      | Distretto rurale di Henstead                                   |
| Wymondham             |      | 1935 | Distretto rurale di Forehoe. Divenne Wymondham UD              |